# 比氏鬍鯰
比氏鬍鯰，為輻鰭魚綱鯰形目塘虱魚科的其中一種，分布於非洲甘比亞、迦納及象牙海岸的淡水流域，本魚頭部略呈矩形，吻寬廣地圓的，額骨囪門長而狹窄，後頭骨囪門橢圓形，胸棘些微地彎曲，外部側邊具鋸齒狀，側線的第二感覺管的開口在身體上呈現不規則的白色斑點，背鰭軟條57-68枚;臀鰭軟條43-53枚，體長可達19.2公分，棲息在底層水域。

## 扩展阅读
維基物種上的相關：比氏鬍鯰